# Franco Castellano (attore)
Franco Castellano (San Vito al Tagliamento, 11 gennaio 1957) è un attore italiano.

## Biografia
Di origine friulana, vive da tempo a Serra Sant'Abbondio nelle Marche. Ha frequentato l'Accademia nazionale d'arte drammatica a Roma dove si è diplomato nel 1982. Dopo il diploma ha partecipato al Festival di Edimburgo lavorando con Irene Worth; ha quindi frequentato corsi a Berlino, Londra e New York.
Nei primi anni novanta recita in alcune docufiction all'interno del programma di Giuliano Ferrara 'Lezioni d'amore', che sarà oggetto di censura. È poi Romeo, un personaggio omosessuale di Commesse e Commesse 2, e Michele Sacerdoti in Sospetti.
È protagonista di Sarò il tuo giudice, recita nel ruolo di un ebreo in Perlasca - Un eroe italiano (con Luca Zingaretti).
È il medico Denny Hope ne La cittadella con Massimo Ghini nel 2003 ed è il perfido Hermann Ludovici in Orgoglio con Elena Sofia Ricci e Daniele Pecci. Compare anche in Cime tempestose e in numerosi altri sceneggiati.
Ha recitato anche nella mini fiction Il sangue e la rosa, in cui interpretava un colonnello della polizia.
Nel 2008 è tra gli interpreti della fiction Puccini. Nel 2009 è apparso nella miniserie TV diretta da Maurizio Zaccaro Lo smemorato di Collegno.
Nella stagione teatrale 2009–2010 è il protagonista dello spettacolo Fiore di cactus assieme a Eleonora Giorgi e Giorgia Trasselli.
Nel 2011 è nel cast de La donna della domenica, film per la televisione di Giulio Base. In seguito è diretto da Fabrizio Costa nelle sei puntate de Il commissario Nardone, ennesima serie poliziesca, con protagonista Sergio Assisi.
Nella stagione teatrale 2014–2015 è coprotagonista nel Mercante di Venezia insieme a Giorgio Albertazzi, mentre nel 2015-2016 è coprotagonista, insieme a Stefania Rocca, di "Scandalo" di Arthur Schnitzler, con la regia di Franco Però.

## Filmografia

### Cinema
- Tra due risvegli, regia di Amedeo Fago (1993)
- Onorevoli detenuti, regia di Giancarlo Planta (1998)
- Un uomo perbene, regia di Maurizio Zaccaro (1999)
- Riconciliati, regia di Rosalia Polizzi (2000)
- Il terzo leone, regia di Manlio Roseano (2001)
- A Rózsa énekei (I canti della Rosa), regia di Andor Szilágyi (2003)
- Hannover, regia di Ferdinando Vicentini Orgnani (2003)
- Maria si, regia di Piero Livi (2004)
- Una strana infedeltà, regia di Livio Rositani – cortometraggio (2008)
- Vorrei vederti ballare, regia di Nicola Deorsola (2012)
- La voce - Il talento può uccidere, regia di Augusto Zucchi (2013)
- Un amore così grande, regia di Cristian De Mattheis (2018)

### Televisione
- Mino - Il piccolo alpino, regia di Gianfranco Albano – miniserie TV (1986)
- Aquile – serie TV (1989)
- Gioco perverso, regia di Italo Moscati – film TV (1993)
- Il caso Fenaroli – film TV (1996)
- Nessuno escluso, regia di Massimo Spano – miniserie TV (1997)
- La piovra 9 - Il patto, regia di Giacomo Battiato – miniserie TV (1998)
- Il maresciallo Rocca 2 – serie TV, 1 episodio (1998)
- Lui e lei – serie TV (1998)
- Geremia il profeta (Jeremiah), regia di Harry Winer – film TV (1998)
- Commesse – serie TV (1999-2002)
- Ama il tuo nemico, regia di Damiano Damiani – miniserie TV (1999)
- Cristallo di rocca - Una storia di Natale, regia di Maurizio Zaccaro – film TV (1999)
- Sospetti – serie TV (2000)
- Sarò il tuo giudice, regia di Gianluigi Calderone – miniserie TV (2001)
- Perlasca - Un eroe italiano, regia di Alberto Negrin – miniserie TV (2002)
- La cittadella, regia di Fabrizio Costa – miniserie TV (2003)
- Orgoglio – serie TV (2004-2006)
- Cime tempestose regia di Fabrizio Costa – miniserie TV (2004)
- Gino Bartali - L'intramontabile regia di Alberto Negrin – miniserie TV (2006)
- Mafalda di Savoia, regia di Maurizio Zaccaro – miniserie TV (2006)
- L'ultimo dei Corleonesi, regia di Alberto Negrin – film TV (2007)
- Caccia segreta, regia di Massimo Spano – miniserie TV (2007)
- Il segreto di Arianna, regia di Gianni Lepre – miniserie TV (2007)
- La stagione dei delitti – serie TV, 6 episodi (2007)
- Anna e i cinque – serie TV, 6 episodi (2008)
- Il sangue e la rosa, regia di Salvatore Samperi – miniserie TV (2008)
- Amiche mie – serie TV (2008)
- Paolo VI - Il papa nella tempesta, regia di Fabrizio Costa – miniserie TV (2008)
- Le segretarie del sesto, regia di Angelo Longoni – miniserie TV (2009)
- Lo smemorato di Collegno, regia di Maurizio Zaccaro – miniserie TV (2009)
- Puccini, regia di Giorgio Capitani – miniserie TV (2009)
- Enrico Mattei - L'uomo che guardava al futuro, regia di Giorgio Capitani – miniserie TV (2009)
- La donna della domenica, regia di Giulio Base&nbsp – miniserie TV (2011)
- La vita che corre, regia di Fabrizio Costa – miniserie TV (2012)
- Faccia d'angelo, regia di Andrea Porporati – miniserie TV (2012)
- Il commissario Nardone – serie TV (2012)
- Barabba, regia di Roger Young – miniserie TV (2013)
- Una pallottola nel cuore – serie TV, 4 episodi (2014)
- Le tre rose di Eva 3 – serie TV, 12 episodi (2015)
- Tango per la libertà, regia di Alberto Negrin – miniserie TV (2016)
- Luisa Spagnoli – miniserie TV, regia di Lodovico Gasparini (2016)
- Rita Levi-Montalcini, regia di Alberto Negrin – film TV (2020)
- Costanza – serie TV (2025)

## Teatro
- Fiore di cactus, di Pierre Barillet e Jean-Pierre Grédy, regia di Guglielmo Ferro (2009-2010)
- Il mercante di Venezia (2014-2015)
- Scandalo di Arthur Schnitzler, regia di Franco Però (2015-2016)
- Play Strindberg, regia di Franco Però (2016)
- Baciami James, regia Guglielmo Guidi (2018)